# Ogenyi Onazi
Ogenyi Eddy Onazi (Jos, 25 december 1992) is een Nigeriaans voetballer die bij voorkeur als centrale middenvelder speelt. Hij tekende in augustus 2016 een contract tot medio 2020 bij Trabzonspor, dat circa € 5 miljoen voor hem betaalde aan SS Lazio. Onazi debuteerde in 2012 in het Nigeriaans voetbalelftal.

## Clubcarrière
Onazi begon met voetballen op de Pepsi Football Academy in zijn geboortestad Jos. Na zes maanden sloot hij zich aan bij El Kanemi Warriors. Nadien trok hij naar Lagos om bij My People FC zijn ontwikkeling voort te zetten. Onazi werd in maart 2011 opgenomen in de jeugdopleiding van SS Lazio. Hier maakte hij in de voorlaatste wedstrijd van het seizoen 2011/12 zijn debuut in het eerste elftal, als invaller voor Senad Lulić tegen Atalanta Bergamo. Onder coach Vladimir Petković kreeg Onazi meer speeltijd als defensieve middenvelder, naast de Argentijn Cristian Ledesma. Op 7 maart 2013 maakte hij zijn eerste doelpunt voor SS Lazio, in de 16e finale van de Europa League tegen VfB Stuttgart.

## Interlandcarrière
Onazi nam als zestienjarige met Nigeria –17 deel aan het WK -17 in 2009. Nigeria eindigde dat toernooi als tweede. Onazi viel buiten de selectie voor het WK -20 in 2011. Onazi debuteerde op 13 oktober 2012 in het Nigeriaans voetbalelftal, in een kwalificatiewedstrijd voor de African Cup of Nations 2013 tegen Liberia. In zijn tweede interland, een oefeninterland tegen Venezuela in Florida, maakte hij zijn eerste interlanddoelpunt. Onazi nam met Nigeria ook deel aan de daadwerkelijke Afrika Cup 2013. Hij kwam in de eerste groepswedstrijd tegen Burkina Faso op het veld als invaller. Hij speelde alle wedstrijden in de knock-outronde, inclusief de met 1-0 gewonnen finale tegen Burkina Faso.

## Erelijst
| Competitie   |        |         |       |       |
| Competitie   | Aantal | Jaren   |       |       |
| Lazio        | Lazio  | Lazio   | Lazio | Lazio |
| ------------ | ------ | ------- | ----- | ----- |
| Coppa Italia | 1x     | 2012/13 |       |       |
| Nigeria      |        |         |       |       |
| Afrika Cup   | 1x     | 2013    |       |       |

1 Enyeama ·
2 Yobo  ·
3 Echiéjilé ·
4 Obiora ·
5 Ambrose ·
6 Egwuekwe ·
7 Musa ·
8 Ideye ·
9 Emenike ·
10 Mikel ·
11 Moses ·
12 Gabriel ·
13 Ogude ·
14 Oboabona ·
15 Uche ·
16 Ejide ·
17 Onazi ·
18 Uzoenyi ·
19 Mba ·
20 Igiebor ·
21 Oshaniwa ·
22 Omeruo ·
23 Agbim ·
Coach: Keshi
1 Enyeama ·
2 Yobo  ·
3 Uzoenyi ·
4 Gabriel ·
5 Ambrose ·
6 Egwuekwe ·
7 Musa ·
8 Odemwingie ·
9 Emenike ·
10 Mikel ·
11 Moses ·
12 Odunlami ·
13 Oshaniwa ·
14 Oboabona ·
15 Azeez ·
16 Ejide ·
17 Onazi ·
18 Babatunde ·
19 Nwofor ·
20 Uchebo ·
21 Agbim ·
22 Omeruo ·
23 Ameobi ·
Coach: Keshi
1 Akpeyi ·
2 Idowu ·
3 Echiéjilé ·
4 Omeruo ·
5 Troost-Ekong ·
6 Balogun ·
7 Musa ·
8 Etebo ·
9 Ighalo ·
10 Mikel  ·
11 Moses ·
12 Abdullahi ·
13 Ndidi ·
14 Iheanacho ·
15 Nwankwo ·
16 Ezenwa ·
17 Onazi ·
18 Iwobi ·
19 Ogu ·
20 Awaziem ·
21 Ebuehi ·
22 Obi ·
23 Uzoho ·
Coach: Rohr